# Kimagure Romantic
«Kimagure Romantic», duodécimo sencillo de la banda japonesa Ikimono Gakari, lanzado el 3 de diciembre de 2008, para formar parte de su tercer álbum My Song Your Song.
Último single de My Song Your Song.

## Canciones
1. Kimagure Romantic (気まぐれロマンティック) "Romance Caprichoso"
2. Message
3. Kimagure Romantic: Instrumental
- Datos: Q6131344